# Belgischer Eishockeypokal
Der Belgische Eishockeypokal wird seit 1986 mit Ausnahme des Jahres 1988 jährlich ausgespielt.

## Geschichte
Der HYC Herentals gewann 1986 die erste Ausgabe des belgischen Eishockeypokals. In der Folge gewann der Verein weitere neun Pokalsiege, so dass dieser der erfolgreichste Verein im nationalen Pokalwettbewerb ist. Danach folgen die Phantoms Deurne mit acht und die White Caps Turnhout mit fünf Siegen (alle zwischen 2004 und 2011). Olympia Heist op den Berg konnte den Wettbewerb zweimal gewinnen. Zudem haben die Griffoens, die Brussels Tigers und Bulldogs de Liège je einmal den Belgischen Pokal gewonnen.

### Bisherige Pokalsieger
- 1986: HYC Herentals
- 1987: nicht ausgespielt
- 1988: Phantoms Deurne
- 1989: HYC Herentals
- 1990: Griffoens
- 1991: HYC Herentals
- 1992: Brussels Tigers
- 1993: Phantoms Deurne
- 1994: Olympia Heist op den Berg
- 1995: HYC Herentals
- 1996: Phantoms Deurne
- 1997: Phantoms Deurne
- 1998: Phantoms Deurne
- 1999: HYC Herentals
- 2000: HYC Herentals
- 2001: Phantoms Deurne
- 2002: Phantoms Deurne
- 2003: HYC Herentals
- 2004: White Caps Turnhout
- 2005: Phantoms Deurne
- 2006: IHC Leuven
- 2007: White Caps Turnhout
- 2008: White Caps Turnhout
- 2009: White Caps Turnhout
- 2010: Olympia Heist op den Berg
- 2011: White Caps Turnhout
- 2012: HYC Herentals
- 2013: HYC Herentals
- 2014: Bulldogs de Liège
- 2015: Phantoms Deurne
- 2016: HYC Herentals
- 2017: HYC Herentals
- 2018: Bulldogs de Liège
- 2019: HYC Herentals
- 2020: HYC Herentals[1]

## Rangliste der Pokalsieger
| Pokals | Verein                    | Jahr                                                                         |
| ------ | ------------------------- | ---------------------------------------------------------------------------- |
| 13     | HYC Herentals             | 1986, 1989, 1991, 1995, 1999, 2000, 2003, 2012, 2013, 2016, 2017, 2019, 2020 |
| 9      | Phantoms Antwerp          | 1988, 1993, 1996, 1997, 1998, 2001, 2002, 2005, 2015                         |
| 5      | Turnhout Tigers           | 2004, 2007, 2008, 2009, 2011                                                 |
| 2      | Olympia Heist op den Berg | 1994, 2010                                                                   |
| 2      | Bulldogs de Liège         | 2014, 2018                                                                   |
| 1      | Griffoens Geel            | 1990                                                                         |
| 1      | Brussels Tigers           | 1992                                                                         |
| 1      | IHC Leuven                | 2006                                                                         |